# Ivan II., splitski nadbiskup
Ivan (Split, 2. pol. 9. stoljeća - Split, 928.), splitski nadbiskup i metropolit (o. 914. – 928.). Upravljao je splitskom nadbiskupijom u vrijeme hrvatskog kneza i kralja Tomislava (910. – 928.), u vrijeme kada je Splitska nadbiskupija, zaključcima splitskih crkvenih sabora 925. i 928. godine, uzdignuta na rang metropolije.